# Crookesův mlýnek

Crookesův mlýnek

Crookesův mlýnek je jednoduchý fyzikální přístroj, demonstrující působení energie elektromagnetického záření. Skládá se ze skleněné baňky, z níž je částečně vyčerpán plyn. Uvnitř je na jehlovém ložisku umístěn mlýnek se čtyřmi listy. Listy jsou z jedné strany černé (pohlcuje záření) a z druhé strany bílé nebo lesklejší (odráží záření). Dopadající záření způsobí, že se tmavé strany listů začnou pohybovat směrem od zdroje záření.
Pro funkci mlýnku se uvádějí dvě vysvětlení závislá na stupni vakua v baňce:
- Černá plocha se více zahřeje a protože teplý vzduch za listem má vyšší kinetickou energii, začne se „mlýnek“ otáčet proti směru dopadajících fotonů – tento jev nastane při tlaku kolem 1 Pa a je způsoben přeneseným teplem, nikoliv částicovým charakterem fotonů. Při tlaku řádově 10−4  Pa se mlýnek zastaví.
- Lesklá plocha odráží fotony, foton při dopadu předá kinetickou energii, tmavá plocha je pohlcuje – tato hypotéza je ale mylná, jelikož kinetická síla dopadajících fotonů je příliš malá pro buzení takového makroskopického pohybu. Pro důkaz částicového charakteru světla (fotonu) je nutno použít Nicholsův radiometr.

Přístroj vynalezl v roce 1873 chemik William Crookes (1832–1919) jako vedlejší produkt svého výzkumu. Snažil se jím změřit působení světla, které ovlivňovalo jeho přesná kvantitativní chemická měření.
Toto zařízení je také někdy využíváno v experimentální parapsychologii v pokusech snažících se prokázat existenci telekineze. Testované osoby se mají pokusit pouhou silou vůle roztočit mlýnek opačným směrem než kterým ho otáčí světlo – tento jev je ale způsoben přenosem tepla z ruky testované osoby.